# Коваленко, Георгий Ефремович
Георгий Ефремович Коваленко (1909, хутор Белая Берёзка, Селецкое лесничество, Орловская губерния, Российская империя — 1991, Грозный, Чечено-Ингушская АССР, Российская Федерация) — советский партийный и государственный деятель, председатель Брянского, Грозненского и Владимирского облисполкомов.

## Биография
Родился в семье лесника. Член ВКП(б) с 1932 г.
С 1924 г. работал на лесозаготовках.
- 1930—1931 гг. — инструктор-бригадир ЦК профсоюза рабочих лесодеревообрабатывающей промышленности СССР,
- 1931—1934 гг. — в РККА — курсант, младший командир, политрук пехотной школы радиобатальона (Киев),
- 1934—1940 гг. — начальник специального отдела треста «Брянсклес», начальник механизированного лесопункта (Западная область), директор Жуковского леспромхоза (Орловская область),
- 1940—1944 гг. — первый секретарь Жуковского районного комитета ВКП(б) Орловской области, секретарь по промышленности Орловского обкома ВКП(б), первый секретарь Орловского городского комитета ВКП(б), первый секретарь Елецкого райкома ВКП(б), первый заместитель председателя исполнительного комитета Орловского областного Совета,
- 1944—1946 гг. — председатель исполнительного комитета Брянского областного Совета,
- 1949—1957 гг. — председатель исполнительного комитета Грозненского областного Совета,
- 1957—1960 гг. — председатель исполнительного комитета Владимирского областного Совета.

В 1960 году вернулся в город Грозный, работал начальником управления пищевой промышленности Чечено-Ингушского СНХ, заместителем начальника объединения «Грозвино», управляющим Чечено-Ингушским трестом консервной промышленности.
С 1968 года — на пенсии. Жил в Грозном.
Избирался депутатом Верховного Совета СССР 2, 3 и 4 созывов, депутатом Верховного Совета РСФСР, Чечено-Ингушской АССР.

## Награды и звания
- 2 ордена Отечественной войны 1-й степени (…; 11.03.1985)
- орден Трудового Красного Знамени (27.05.1959)
- медаль «Партизану Отечественной войны» 1-й степени
- другие медали